# Привольная (Вологодская область)
Привольная — деревня в Кичменгско-Городецком районе Вологодской области.
Входит в состав Городецкого сельского поселения (с 1 января 2006 года по 1 апреля 2013 года входила в Сараевское сельское поселение), с точки зрения административно-территориального деления — в Сараевский сельсовет.
Расстояние до районного центра Кичменгского Городка по автодороге — 40 км. Ближайшие населённые пункты — Сараево, Овсянниково, Якшинская, Прилук.

## История
В 1966 г. указом президиума ВС РСФСР деревня Голодаево переименована в Привольная.

## Население
| 2010 |
| ---- |
| 6    |